# Házi jak
A házi jak vagy csak egyszerűen jak (Bos grunniens) az emlősök (Mammalia) osztályának párosujjú patások (Artiodactyla) rendjébe, ezen belül a tülkösszarvúak (Bovidae) családjába és a tulokformák (Bovinae) alcsaládjába tartozó faj.
A vadjak (Bos mutus) leszármazottja, háziasított alakja, viszont manapság − 2003 óta – külön fajnak tekintik.

## Neve
Az állat neve, a „jak” a tibeti nyelvből származik. A tibetiek yag-nak nevezik ennek az állatnak a bikáját, a tehenét pedig bri-nek vagy nak-nak. Azonban a nem tibetiek számára a jak mindkét nemű állatra utal.
1766-ban, Carl von Linné svéd természettudós, orvos és botanikus Bos grunniens tudományos név alatt írta le az állatot; magyar jelentése: „hörgő ökör”; manapság viszont ezt a taxonnevet főleg a házi állományra használják. A vadjak, a Bos mutus = „néma ökör” megnevezést kapta.

## Rendszertani helyzete
A szóban forgó állat a Bos-fajok egyike, tehát rokonságban áll a szarvasmarhával (Bos taurus). A mitokondriális DNS-vizsgálatoknak nem sikerült kimutatniuk a jaknak a pontos evolúciós történetét.
Egyik feltételezés szerint a házi jak a vadjakon keresztül és az őstulok (Bos primigenius) - a szarvasmarha őse -, körülbelül 5-1 millió éve divergálódtak; más feltételezés szerint a jakoknak a legközelebbi rokonai a bölények (Bison). Oroszország keleti részén talált csontok, melyek a fosszilis Bos baikalensishez tartoztak és igen hasonlítanak a mai vadjakéra, arra utalnak, hogy közeli rokonok voltak. Ebből egyes kutatók arra következtetnek, hogy a kezdetleges bölények egy ilyen jakszerű, talán éppen a Bos baikalensisból fejlődhettek ki.
2003-ban, a Nemzetközi Zoológiai Nomenklatúrabizottság (ICZN) elhatározta, hogy a vadjak esetében a Bos mutus binomiális név használható, míg a házi jak esetében a Bos grunniens; ezek a megnevezések azóta egyre elterjedtebbé váltak.

## Előfordulása
A házi jakot főleg az Indiai szubkontinens himalájai térségében, Észak-Mianmarban, Tibetben, Szecsuanban, Jünnanban, Hszincsiang-Ujgur Autonóm Területen, Belső-Mongóliában és Mongóliában, valamint Szibéria egyes részein tartják és használják az emberek.

## Megjelenése
Hengeres szarva először kifelé, azután előre és felfelé, illetőleg a vége ki- és hátrafelé hajlik; a bika szarvhosszúsága 48-99 centiméter közötti, míg a tehéné 27-64 centiméter közötti. Fülei kicsinyek. Szőrzete hosszú fürtökben lóg alá, majdnem a földet éri. Farka olyan, mint a lóé. Színe barnásfekete, háta hosszában ezüstszürke sávval. Leginkább a szarvasmarhára hasonlít. A bika körülbelül 111-118 centiméter marmagasságú és 350-585 kilogramm testtömegű, míg a tehén valamivel kisebb, azaz 105-117 centiméter marmagasságú és 225-255 kilogramm tömegű; a méret és tömeg a kitenyésztett fajtától is függ. Tenyésztett állományban előfordul fehér, és különböző mértékben tarka állat is, de általában sötétbarna vagy fekete színű.

## Életmódja
Az eredeti élőhelyei a 3000-5500 méter közötti tengerszint feletti magasságokon van. Ha tőle telik, akkor a magas hegységeket és fennsíkokat kedveli. A fűfélékben és palkafélékben dús legelőket választja élőhelyül; a növényzetben szegényebb sztyeppszerű helyeket kerüli. Azonban a szárazabb síkvidékeken is elboldogul, ha az ember odatereli.

## Szaporodása
A jaktehén 9 hónapig vemhes, az állat 6-8 év alatt fejlődik ivaréretté.

## Háziasítása
A hidegebb ázsiai tartományokban szelídített háziállatként tartják, tenyésztik. Majd minden részét felhasználják. Így tejét, húsát, bőrét, szőrét, sőt járomba is fogják. Hosszú, selyemszőrű farkát annak idején a török pasák jelvényül alkalmazták. A többi szarvasmarhafélével könnyen kereszteződik.

### Fordítás
- Ez a szócikk részben vagy egészben  a   Domestic yak című angol Wikipédia-szócikk ezen változatának fordításán alapul.  Az eredeti cikk szerkesztőit annak laptörténete sorolja fel. Ez a jelzés csupán a megfogalmazás eredetét és a szerzői jogokat jelzi, nem szolgál a cikkben szereplő információk forrásmegjelöléseként.